# Xu Yongjiu
Xu Yongjiu (Liaoning, 29 ottobre 1964) è un'ex marciatrice cinese. Attiva negli anni Ottanta, è stata la prima donna asiatica a laurearsi campionessa del mondo nella marcia.

## Carriera
Nata nella provincia di Liaoning, Xu sì allenò nella sua carriera al centro nazionale di allenamento della contea di Xinglong.
Disputò la sua miglior stagione nel 1983, anno del suo esordio internazionale, quando alla Coppa del mondo di marcia di quell'anno vinse la medaglia d'oro, portando il team cinese alla vittoria del concorso a squadre, con un tempo di 45'14", miglior risultato stagionale a livello mondiale nella marcia 10 km.
Xu provò a difendere il titolo all'edizione successiva del 1985, ma si piazzò solamente al quinto posto, dieci secondi dietro la vincitrice, la connazionale Yan Hong; entrambe permisero alla Cina di vincere ancora il titolo a squadre, assieme anche alla seconda classificata Guan Ping. Fece registrare anche il miglior tempo annuale nella 10 km, sempre dietro a Yan e Guan, con 44'45". La marcia femminile venne inserita per la prima volta nel programma continentale ai Giochi Asiatici 1986, dove le atleti cinesi dominarono la gara, con Guan al primo posto, seguita da Xu, medaglia d'argento con un minuto e dieci secondi di distacco.
La sua ultima apparizione a livello internazionale avvenne alla Coppa del mondo di marcia 1987, dove il trio composto da Xu, Yan e Guan venne squalificato in momenti diversi per aver sollevato entrambi i piedi da terra, lasciando la nazionale cinese al suo punto più basso nella storia della sua partecipazione alla competizione al nono posto.
Dopo il suo ritiro, avvenuto nel 1988, lo stesso anno affermò di essere stata sottoposta a un'estrema quantità di stress, schiacciata dalle pressioni e dalle aspettative delle persone a lei attorno a lei nel raggiungere le vette del suo sport:

### Record
Il 31 marzo 1987, in preparazione per la Coppa del mondo, Xu fece registrare nel suo centro di allenamento un tempo di 44'26"5 sulla distanza di 10 km, venendo certificato record del mondo, battendo di quasi sei secondi quello stabilito un anno prima dalla sovietica Yelena Kuznetsova. Il record verrà superato nell'ottobre dello stesso anno, dalla cinese Chen Yueling, che percorse quella distanza in 43'52"1.

## Palmarès

### Competizioni internazionali
| Anno | Manifestazione  | Sede      | Evento | Risultato | Prestazione |
| ---- | --------------- | --------- | ------ | --------- | ----------- |
| 1983 | Coppa del mondo | Bergen    | 10 km  | Oro       | 45'14"      |
| 1985 | Coppa del mondo | St John's | 10 km  | 5ª        | 46'42"      |
| 1986 | Giochi asiatici | Seul      | 10 km  | Argento   | 49'50"      |
| 1987 | Coppa del mondo | New York  | 10 km  | -         | dq          |

### Titoli nazionali
- 1 volta campionessa nazionale cinese nei 20 km marcia (1983)[11]

1983
- Oro ai campionati nazionali cinesi (Shangai), 20 km marcia - 1h38'08"